# Sistema Escolar del Condado de DeKalb
El Sistema Escolar del Condado de DeKalb (DeKalb County School District) es un distrito escolar del Condado de DeKalb, Georgia. Tiene su sede en un área no incorporada, cerca de Stone Mountain. El distrito tiene más de 102.000 estudiantes y 13.285 empleados permanentes. Gestiona 143 escuelas y centros.